# The Theory of Everything (Ayreon)
The Theory of Everything is een studioalbum van Ayreon.

## Geschiedenis
De man achter Ayreon Arjen Lucassen nam een rustpauze na 01011001. Dat was een tour-de-force geworden. Pas na een aantal jaren kreeg hij inspiratie voor een nieuw album. Stephen Hawking lag aan de basis van dit werk, waarin ook wordt teruggegrepen op Het Transgalactisch liftershandboek. Het aantal tracks op het album verwijst naar Het antwoord op de ultieme vraag over het Leven, het Universum, en Alles, 42. Lucassen gaf aan dat hij het aantal musici zou beperken ten opzichte van 01011001, hij gebruikte daar zeventien zangers en hij vond dat achteraf toch iets te veel van het goede.
Voor dit album kreeg hij wel samenwerking met twee van zijn idolen, Keith Emerson en Rick Wakeman. Opnamen vonden meestentijds plaats in de geluidsstudio The Electric Castle, genoemd naar een eerder album van Ayreon.

## Musici
- Janne Christoffersson (JB uit Grand Magus) – zang, de leraar
- Sara Squadrani (uit Ancient Bards) – zang, het meisje
- Michael Mills (uit Toehider) – zang, de vader en bouzouki
- Cristina Scabbia (uit Lacuna Coil) – zang, de moeder
- Tommy Karevik (uit Kamelot, Seventh Wonder) – zang, het wonderkind
- Marco Hietala (uit Nightwish, Tarot) – zang, de rivaal
- John Wetton – zang, de psychiater
- Wilmer Waarbroek – achtergrondzang
- Arjen Lucassen – gitaar, basgitaar, mandoline, toetsinstrumenten
- Steve Hackett – gitaar
- Jeroen Goossens – basgitaar, fluiten
- Keith Emerson, Rick Wakeman, Jordan Rudess – toetsinstrumenten
- Troy Donockley – Uilleann pipes
- Ben Mathot – viool
- Maaike Peterse – cello
- Ed Warby – slagwerk

## Muziek
Alle muziek van Arjen Lucassen, teksten van Lucassen en Lori Linstruth

| Nr. | Titel                                          | Duur |
| --- | ---------------------------------------------- | ---- |
| 1.  | Singularity (Prologue: The Blackboard)         | 2:55 |
| 2.  | Singularity (The Theory of Everything, Part 1) | 3:01 |
| 3.  | Singularity (Patterns)                         | 1:03 |
| 4.  | Singularity (The Prodigy’s World)              | 1:31 |
| 5.  | Singularity (The Teacher’s Discovery)          | 2:58 |
| 6.  | Singularity (Love and Envy)                    | 2:39 |
| 7.  | Singularity (Progressive Waves)                | 3:16 |
| 8.  | Singularity (The Gift)                         | 2:38 |
| 9.  | Singularity (The Eleventh Dimension)           | 1:46 |
| 10. | Singularity (Inertia)                          | 0:45 |
| 11. | Singularity (The Theory of Everything, Part 2) | 1:50 |
| 12. | Symmetry (The Consultation)                    | 3:49 |
| 13. | Symmetry (Diagnosis)                           | 2:48 |
| 14. | Symmetry (The Argument, Part 1)                | 0:24 |
| 15. | Symmetry (The Rival’s Dilemma)                 | 2:22 |
| 16. | Symmetry (Surface Tension)                     | 0:57 |
| 17. | Symmetry (A Reason to Live)                    | 0:45 |
| 18. | Symmetry (Potential)                           | 3:14 |
| 19. | Symmetry (Quantum Chaos)                       | 2:09 |
| 20. | Symmetry (Dark Medicine)                       | 1:23 |
| 21. | Symmetry (Alive!)                              | 2:29 |
| 22. | Symmetry (The Prediction)                      | 1:05 |

| Nr. | Titel                                          | Duur |
| --- | ---------------------------------------------- | ---- |
| 1.  | Entanglement (Fluctuations)                    | 1:01 |
| 2.  | Entanglement (Transformation)                  | 3:13 |
| 3.  | Entanglement (Collision)                       | 3:26 |
| 4.  | Entanglement (Side Effects)                    | 2:59 |
| 5.  | Entanglement (Frequency Modulation)            | 1:44 |
| 6.  | Entanglement (Magnetism)                       | 3:54 |
| 7.  | Entanglement (Quid pro quo)                    | 3:09 |
| 8.  | Entanglement (String Theory)                   | 1:29 |
| 9.  | Entanglement (Fortune?)                        | 1:36 |
| 10. | Unification (Mirror of Dreams)                 | 2:30 |
| 11. | Unification (The Lighthouse)                   | 3:16 |
| 12. | Unification (The Argument, Part 2)             | 0:49 |
| 13. | Unification (The Parting)                      | 3:27 |
| 14. | Unification (The Visitation)                   | 3:27 |
| 15. | Unification (The Breakthrough)                 | 2:00 |
| 16. | Unification (The Note)                         | 1:11 |
| 17. | Unification (The Uncertainly Principle)        | 2:09 |
| 18. | Unification (Dark Energy)                      | 0:44 |
| 19. | Unification (The Theory of Everything, Part 3) | 1:29 |
| 20. | Unification (The Blackboard (Reprise))         | 1:13 |

## Hitlijsten
Het album haalde binnen Europa diverse hitlijsten, zonder echt een hoge notering te halen. In Nederland verkocht het in de eerste week goed, om daarna snel weg te zakken. Een eerste plaats was niet weggelegd voor Lucassen, Jan Smit en Ilse DeLange hielden hem van de eerste plaats. 

### NederlandseAlbum top 100
| Positie: | 3 | 20 | 47 | 60 | 88 | - | 98 | uit |